# ULBP3
ULBP3 (англ. UL16 binding protein 3) – білок, який кодується однойменним геном, розташованим у людей на короткому плечі 6-ї хромосоми. Довжина поліпептидного ланцюга білка становить 244 амінокислот, а молекулярна маса — 27 949.
| 10         |  | 20         |  | 30         |  | 40         |  | 50         |
| ---------- |  | ---------- |  | ---------- |  | ---------- |  | ---------- |
| MAAAASPAIL |  | PRLAILPYLL |  | FDWSGTGRAD |  | AHSLWYNFTI |  | IHLPRHGQQW |
| CEVQSQVDQK |  | NFLSYDCGSD |  | KVLSMGHLEE |  | QLYATDAWGK |  | QLEMLREVGQ |
| RLRLELADTE |  | LEDFTPSGPL |  | TLQVRMSCEC |  | EADGYIRGSW |  | QFSFDGRKFL |
| LFDSNNRKWT |  | VVHAGARRMK |  | EKWEKDSGLT |  | TFFKMVSMRD |  | CKSWLRDFLM |
| HRKKRLEPTA |  | PPTMAPGLAQ |  | PKAIATTLSP |  | WSFLIILCFI |  | LPGI       |

A: Аланін

C: Цистеїн

D: Аспарагінова кислота

E: Глутамінова кислота

F: Фенілаланін

G: Гліцин

H: Гістидин

I: Ізолейцин

K: Лізин

L: Лейцин

M: Метіонін

N: Аспарагін

P: Пролін

Q: Глутамін

R: Аргінін

S: Серин

T: Треонін

V: Валін

W: Триптофан

Задіяний у такому біологічному процесі, як взаємодія хазяїн-вірус. 
Локалізований у клітинній мембрані, мембрані.